# بازگشت به نوار
بازگشت به نوار (انگلیسی: Back on the Strip) یک فیلم کمدی آمریکایی محصول سال ۲۰۲۳ به کارگردانی و نویسندگی مشترک کریس اسپنسر در اولین کارگردانی فیلم بلند خود است. در این فیلم وسلی اسنایپس، جی. بی اسموو، گری اوون، بیل بلامی، اسپنس مور دوم، ریگان هریس، فایزن لاو و تیفانی هدیش به ایفای نقش پرداخته‌اند.
این فیلم در ۱۸ اوت ۲۰۲۳ در سینماهای ایالات متحده اکران شد.

## خلاصه داستان
مرلین به امید تبدیل شدن به یک شعبده باز معروف به لاس وگاس نقل مکان کرد، اما …